# Not a Second Time
Not a Second Time è un brano musicale del gruppo britannico The Beatles, contenuta nell'album With the Beatles del 1963.

## Storia
Scritta da John Lennon (accreditata a Lennon/McCartney), è stata pubblicata sul lato B di With the Beatles il 22 novembre dello stesso anno.
Il critico musicale William Mann parlò del brano sul Times, dicendo di aver notato delle cadenze eolie nel brano e sostenendo che melodia e armonia nascessero, nelle canzoni dei Beatles, contemporaneamente. Accennò anche ad una progressione di accordi simile a quella del Canto della Terra di Gustav Mahler. Lennon in seguito disse che la recensione di Mann li fece accettare degli intellettuali, ma che gli accordi erano identici a tutte le altre canzoni; nel 1980 affermò che non conosceva ancora il significato di cadenza eolia. L'autore compose prima il testo, poi la musica. Il basso elettrico è poco udibile, essendo coperto dal pianoforte.
Il brano venne registrato l'11 settembre 1963 nello Studio 2 degli Abbey Road Studios su 9 nastri; questa seduta, prodotta da George Martin, aveva come primo e secondo fonico rispettivamente Norman Smith e Richard Langham. Gli ultimi quattro nastri erano il raddoppio del pianoforte e della voce. Il mixaggio mono avvenne il 30 settembre dello stesso anno, sempre nello Studio 2, mentre quello stereo il 29 ottobre nello Studio 3. Per ambedue i mix venne utilizzato l'ultima take; il produttore di essi fu Martin, il primo fonico Smith ed il secondo fonico Geoff Emerick.

## Formazione
- John Lennon - voce raddoppiata, chitarra acustica ritmica
- Paul McCartney - basso elettrico
- Ringo Starr - batteria
- George Martin - pianoforte

La prima registrazione dei Beatles senza George Harrison, anche se è stato ipotizzato che suonasse anche lui la chitarra acustica.

### Cover
- Robert Stevie Moore (1978)
- Robert Palmer (1980)
- The Pretenders (1990)
- The Smithereens (2007)[senza fonte]